# Chasmogaster camerunensis
Chasmogaster camerunensis är en skalbaggsart som beskrevs av Reé Michel Quentin och Jean François Villiers 1969. Chasmogaster camerunensis ingår i släktet Chasmogaster och familjen långhorningar. Inga underarter finns listade i Catalogue of Life.